# Amtsgericht Schwedt/Oder

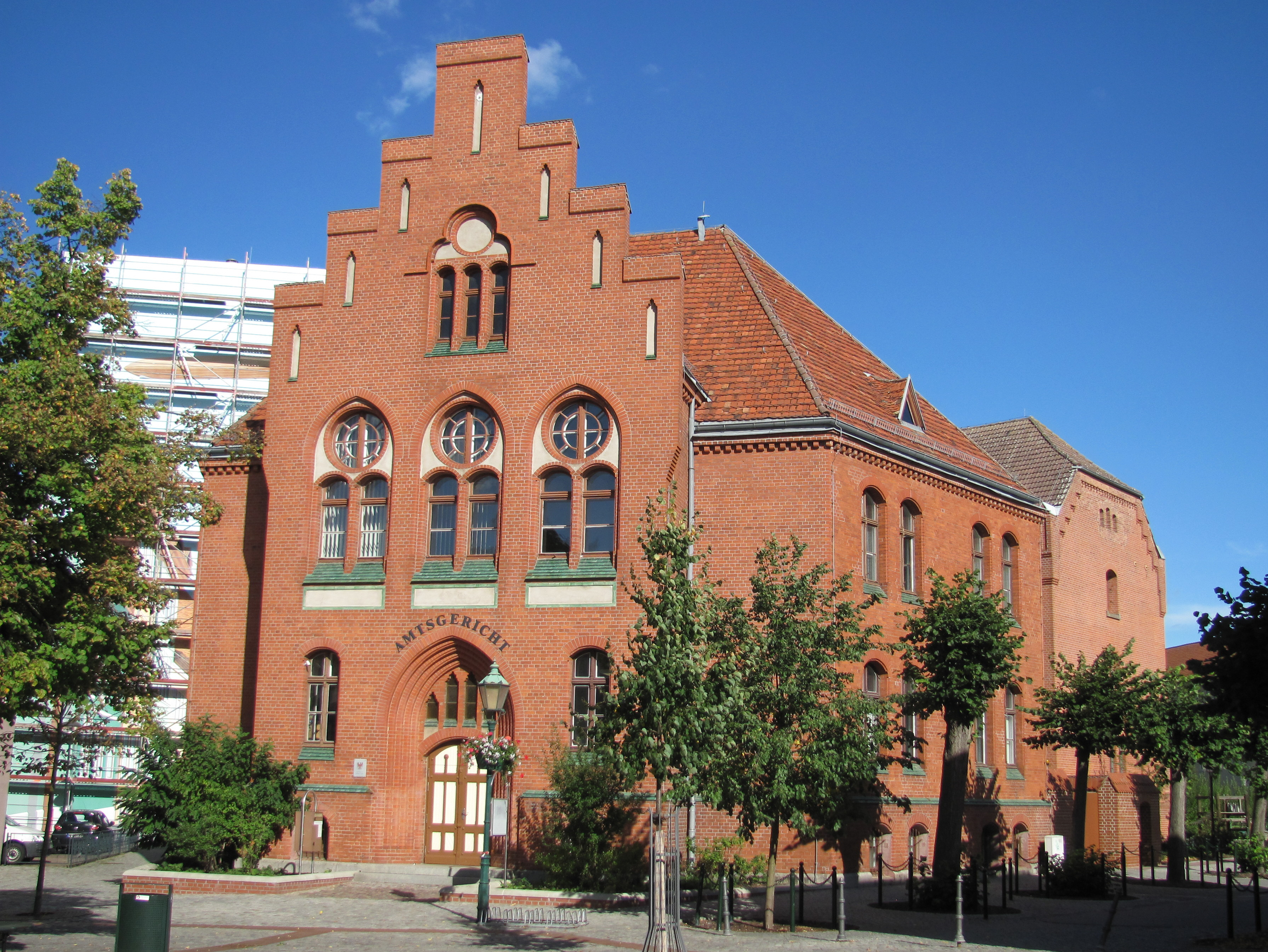
Gerichtsgebäude (2012)

Das Amtsgericht Schwedt/Oder ist ein Gericht der ordentlichen Gerichtsbarkeit und eines von sechs Amtsgerichten (AG) im Bezirk des Landgerichtes Neuruppin.

## Gerichtssitz und -bezirk
Das Gericht hat seinen Sitz in der Stadt Schwedt/Oder im Landkreis Uckermark im Nordosten Brandenburgs.
Der 962 km² große Gerichtsbezirk umfasst die Städte und Gemeinden Angermünde, Casekow, Gartz (Oder), Hohenselchow-Groß Pinnow, Mescherin, Pinnow, Schwedt/Oder und Tantow. In ihm leben rund 56.000 Menschen.
Für Insolvenz-, Zwangsversteigerungs- und Zwangsverwaltungssachen ist das Amtsgericht Neuruppin zuständig, das auch das Handels-, Genossenschafts- und  Vereinsregister führt. Mahnverfahren werden vom Amtsgericht Wedding als zentralem Mahngericht bearbeitet.

## Geschichte
Seit 1849 bestanden in Preußen Kreisgerichte, darunter das Kreisgericht Angermünde mit einer Nebenstelle (Gerichtsdeputation) in Schwedt. Im Rahmen der Reichsjustizgesetze wurden diese Gerichte aufgehoben und reichsweit einheitlich Amtsgerichte eingerichtet.
Das königlich preußische Amtsgericht Schwedt wurde mit Wirkung zum 1. Oktober 1879 als eines von zwölf Amtsgerichten im Bezirk des Landgerichtes Prenzlau im Bezirk des Kammergerichtes gebildet. Der Sitz des Gerichtes war die Stadt Eberswalde.
Sein Gerichtsbezirk umfasste aus dem Landkreis Angermünde die Stadtbezirke Schwedt und Vierraden, die Amtsbezirke Heinersdorf und Herrschaft Schwedt, ein Teil des Amtsbezirks Landin, der Gemeindebezirk und Gutsbezirk Stendell aus dem Amtsbezirk Passow sowie der Gemeindebezirk Stützkow aus dem Amtsbezirk Stolpe-Crüssow.
Am Gericht bestanden 1880 zwei Richterstellen. Das Amtsgericht war damit ein mittelgroßes Amtsgericht im Landgerichtsbezirk.
Im Jahre 1945 wurde das Amtsgericht Schwedt dem neu gebildeten Landgericht Eberswalde nachgeordnet. Zum 1. Juli 1951 wurde das Amtsgericht Schwedt/Oder in eine Zweigstelle des Amtsgerichtes Angermünde umgewandelt. In der DDR wurden 1952 die Amtsgerichte und damit auch das Amtsgericht Schwedt aufgehoben und Kreisgerichte, darunter das Kreisgericht Angermünde im Sprengel des Bezirksgerichts Frankfurt (Oder) für den Kreis Angermünde gebildet. Am 17. September 1961 wurde Schwedt aus dem Kreis Angermünde ausgegliedert und bildete bis 1993 einen eigenen Stadtkreis. Damit entstand ein eigenes Kreisgericht Schwedt.
Das Brandenburgische Gerichtsneuordnungsgesetz (BbgGerNeuOG) verkündet als Artikel 1 des Gesetzes zur Neuordnung der ordentlichen Gerichtsbarkeit und zur Ausführung des Gerichtsverfassungsgesetzes im Land Brandenburg vom 14. Juni 1993 verfügte zum 1. Dezember 1993 die Fortführung der bestehenden Kreisgerichte als Amtsgerichte. Damit entstand das Amtsgericht Schwedt neu und war zunächst dem Landgericht Frankfurt (Oder) zugeordnet.

## Übergeordnete Gerichte
Dem Amtsgericht Schwedt/Oder ist das Landgericht Neuruppin übergeordnet. Zuständiges Oberlandesgericht ist das Brandenburgische Oberlandesgericht in Brandenburg an der Havel.

## Gebäude
Das Gericht ist in dem Ende des 19. Jahrhunderts errichteten Gebäude Paul-Meyer-Straße 8 untergebracht. Der zweigeschossige, neugotische Ziegelbau mit Schaugiebel und Walmdach steht unter Denkmalschutz.